# رودريك ريد
رودريك ريد (بالإنجليزية: Roderick Reid)‏ هو لاعب كرة قدم جامايكي في مركز الوسط، ولد في 10 يناير 1970. شارك مع منتخب جامايكا لكرة القدم.

## وصلات خارجية
- رودريك ريد على موقع الاتحاد الدولي (مؤرشف)  (الإنجليزية)
- رودريك ريد على موقع ناشيونال فوتبول تيمز (الإنجليزية)
- رودريك ريد على موقع Soccerway.com (الإنجليزية)